# Ghana op de Olympische Zomerspelen 1996
Ghana nam deel aan de Olympische Zomerspelen 1996 in Atlanta, Verenigde Staten. Het was de negende deelname van het West-Afrikaanse land, dat ditmaal geen medaille wist te winnen. 

## Deelnemers en resultaten per onderdeel

### Atletiek
| Olympiër                                                                        | Discipline             | Resultaat | Prestatie                                                                        |
| ------------------------------------------------------------------------------- | ---------------------- | --------- | -------------------------------------------------------------------------------- |
| Eric Nkansah                                                                    | 100m (m)               | 13e       | serie 10: 1ste in 10,26 kwartfinale 1: 3de in 10,24 halve finale 1: 7de in 10,22 |
| Emmanuel Tuffour                                                                | 100m (m)               | 14e       | serie 1: 1ste in 10,15 kwartfinale 2: 4de in 10,18 halve finale 2: 7de in 10,26  |
| Albert Agyemang                                                                 | 200m (m)               | 31e       | serie 2: 2de in 20,69 kwartfinale 4: 5de in 20,87                                |
| Emmanuel Tuffour                                                                | 200m (m)               | 14e       | serie 10: 3de in 20,85 kwartfinale 5: 3de in 20,49 halve finale 1: 7de in 20,61  |
| Ibrahim Hassan                                                                  | 400m (m)               | DNF       | serie 6: niet gefinisht                                                          |
| Frank Boateng                                                                   | 110m horden (m)        | 39e       | serie 4: 4de in 13,87                                                            |
| Albert Agyemang Eric Nkansah Christian Nsiah Emmanuel Tuffour Abdul Aziz Zakari | 4x100m (m)             | DNF       | serie 1: 3de in 39,47 halve finale 1: 4de in 38,62 finale: niet gestart          |
| Solomon Amegatcher Abu Duah Julius Sedame Ahmed Ali                             | 4x400m (m)             | 18e       | serie 2: 3de in 3.05,53                                                          |
| Andrew Owusu                                                                    | verspringen (m)        | 16e       | kwalificatie groep A: 7de met 7,91m                                              |
| Francis Dodoo                                                                   | hink-stap-springen (m) | 26e       | kwalificatie groep B: 16de met 16,24m                                            |
|                                                                                 |                        |           |                                                                                  |
| Mercy Addy                                                                      | 400m (v)               | 44e       | serie 4: 6de in 54,92                                                            |
| Vida Nsiah                                                                      | 100m horden (v)        | 34e       | serie 2: 6de in 13,34                                                            |

### Boksen
| Olympiër        | Discipline | Resultaat | Prestatie                                          |
| --------------- | ---------- | --------- | -------------------------------------------------- |
| Alfred Tetteh   | -48kg (m)  | 17e       | 1ste ronde: V van MAR Berhili: 5-10                |
| Ashiakwei Aryee | -71kg (m)  | 9e        | 1ste ronde: vrij 2de ronde: V van SEY Cadeau: 6-18 |

### Tafeltennis
| Olympiër                  | Discipline     | Resultaat | Prestatie                                                                                                |
| ------------------------- | -------------- | --------- | --- |
| Isaac Opoku               | enkelspel (m)  | 49e       | groep D: 4de V van SWE Waldner: 0-2 V van KOR Lee: 0-2 V van YUG Lupulesku: 0-2                          |
| Winifred Addy Isaac Opoku | dubbelspel (m) | 25e       | groep C: 4de V van CHN Kong/Liu: 0-2 V van SWE Karlsson / von Scheele: 0-2 V van FRA Chila / Legoût: 0-2 |

### Voetbal
| Olympiër | Discipline | Resultaat | Prestatie                                                                                               |
| --- | ---------- | --------- | --- |
| Felix Aboagye Joe Addo Simon Addo Augustine Ahinful Charles Akonnor Stephen Baidoo Emmanuel Duah Afo Duodu Ebenezer Hagan Prince Amoako Koranteng Samuel Kuffour Kennedy Ohene Emmanuel Osei Kuffour Christian Sabah Nii Aryee Welbeck Mallam Yahaya | mannen     | 5e        | groep C: 2de V van Zuid-Korea: 0-1 W van Italië: 3-2 G van Mexico: 1-1 kwartfinale: V van Brazilië: 2-4 |

| Groep C |            |             |             |             |             |            |            |            |        |
| #       | Land       | Wedstrijden | Wedstrijden | Wedstrijden | Wedstrijden | Doelpunten | Doelpunten | Doelpunten | Punten |
| #       | Land       | G           | W           | G           | V           | V          | T          | Saldo      | Punten |
| 1       | Mexico     | 3           | 1           | 2           | 0           | 2          | 1          | +1         | 5      |
| 2       | Ghana      | 3           | 1           | 1           | 1           | 4          | 4          | 0          | 4      |
| 3       | Zuid-Korea | 3           | 1           | 1           | 1           | 2          | 2          | 0          | 4      |
| 4       | Italië     | 3           | 1           | 0           | 2           | 4          | 5          | -1         | 3      |

| Ronde       | Datum      | Plaats     | Land | Score  | Land |
| ----------- | ---------- | ---------- | ---- | ------ | ---- |
| Groepsfase  |            |            |      |        |      |
| 21 juli     | Washington | Zuid-Korea | 1-0  | Ghana  |      |
| 23 juli     | Washington | Ghana      | 3-2  | Italië |      |
| 25 juli     | Washington | Mexico     | 1-1  | Ghana  |      |
| Kwartfinale |            |            |      |        |      |
| 28 juli     | Miami      | Brazilië   | 4-2  | Ghana  |      |

Afghanistan · Albanië · Algerije · Amerikaanse Maagdeneilanden · Amerikaans-Samoa · Andorra · Angola · Antigua‑Barbuda · Argentinië · Armenië · Aruba · Australië · Azerbeidzjan · Bahama's · Bahrein · Bangladesh · Barbados · België · Belize · Benin · Bermuda · Bhutan · Bolivia · Bosnië en Herzegovina · Botswana · Brazilië · Britse Maagdeneilanden · Brunei · Bulgarije · Burkina Faso · Burundi · Cambodja · Canada · Centraal-Afrikaanse Republiek · Chili · China · Chinees Taipei · Colombia · Comoren · Congo-Brazzaville · Cookeilanden · Costa Rica · Cuba · Cyprus · Denemarken · Djibouti · Dominica · Dominicaanse Republiek · Duitsland · Ecuador · Egypte · El Salvador · Equatoriaal-Guinea · Estland · Ethiopië · Fiji · Filipijnen · Finland · Frankrijk · Gabon · Gambia · Georgië · Ghana · Grenada · Griekenland · Groot-Brittannië · Guam · Guatemala · Guinee · Guinee-Bissau · Guyana · Haïti · Honduras · Hongarije · Hongkong · Ierland · IJsland · India · Indonesië · Irak · Iran · Israël · Italië · Ivoorkust · Jamaica · Japan · Jemen · Joegoslavië · Jordanië · Kaaimaneilanden · Kaapverdië · Kameroen · Kazachstan · Kenia · Kirgizië · Koeweit · Kroatië · Laos · Lesotho · Letland · Libanon · Liberia · Libië · Liechtenstein · Litouwen · Luxemburg ·  Macedonië · Madagaskar · Malawi · Malediven · Maleisië · Mali · Malta · Marokko · Mauritanië · Mauritius · Mexico · Moldavië · Monaco · Mongolië · Mozambique · Myanmar · Namibië · Nauru · Nederland · Nederlandse Antillen · Nepal · Nicaragua · Nieuw-Zeeland · Niger · Nigeria · Noord-Korea · Noorwegen · Oeganda · Oekraïne · Oezbekistan · Oman · Oostenrijk · Pakistan · Palestina · Panama · Papoea-Nieuw-Guinea · Paraguay · Peru · Polen · Portugal · Puerto Rico · Qatar · Roemenië · Rusland · Rwanda · Saint Kitts en Nevis · Saint Lucia · Saint Vincent en Grenadines · Salomonseilanden · Samoa · San Marino · Sao Tomé en Principe · Saoedi-Arabië · Senegal · Seychellen · Sierra Leone · Singapore · Slovenië · Slowakije · Soedan · Somalië · Spanje · Sri Lanka · Suriname · Swaziland · Syrië · Tadzjikistan · Tanzania · Thailand · Togo · Tonga · Trinidad en Tobago · Tsjaad · Tsjechië · Tunesië · Turkije · Turkmenistan · Uruguay · Vanuatu · Venezuela · Verenigde Arabische Emiraten · Verenigde Staten · Vietnam · Wit-Rusland · Zaïre · Zambia · Zimbabwe · Zuid-Afrika · Zuid-Korea · Zweden · Zwitserland